# Xavier Malle
Xavier Maurice Henri Malle (ur. 14 września 1965 w Valenciennes) – francuski duchowny katolicki, biskup Gap od 2017.

## Życiorys
Święcenia kapłańskie otrzymał 2 lipca 2000 i został inkardynowany do archidiecezji Tours. Od 1997 jest członkiem Wspólnoty Emmanuel. Pracował głównie jako duszpasterz parafialny. W latach 2008–2011 odpowiadał za duszpasterstwo powołań we Wspólnocie Emmanuel.
8 kwietnia 2017 papież Franciszek mianował go ordynariuszem diecezji Gap. Sakry udzielił mu 11 czerwca tegoż roku metropolita Marsylii, Georges Pontier.